# Aleksandra Smiljanić
Aleksandra Smiljanić (în sârbă Александра Смиљанић; n. 12 iunie 1970, Belgrad, RS Serbia, RSF Iugoslavia) este o cercetătoare sârbă, fostă ministră a telecomunicațiilor și societății informaționale⁠(d) în Guvernul Serbiei între 2007 și 2008.

## Educație
Aleksandra Smiljanić s-a născut la Belgrad în 1970. În învățământul secundar a frecventat un liceul cu profil matematic. A absolvit Facultatea de Inginerie Electrică a Universității din Belgrad, ulterior a obținut diploma de master și cea de doctor la Universitatea Princeton în 1996 și respectiv 1999.

## Activitate științifică
Lucrează ca profesor la Facultatea de Inginerie Electrică din Belgrad și ca profesor-cercetător la Școala de Inginerie Tandon a Universității din New York⁠(d). Ea a fost, de asemenea, profesor adjunct la Universitatea Stony Brook⁠(d) din New York și a lucrat la AT&T Labs Research din 1999 până în 2004. Domeniul său de cercetare este arhitectura și designul ruterelor de internet de mare capacitate. Este autoarea a numeroase lucrări, publicate la conferințe și în reviste, în domeniul comutației și rutării de înaltă performanță. Deține nouă brevete în SUA și al zecelea trimis spre aprobare. Unele dintre aceste brevete au fost înregistrate și în Europa, Japonia și China. Ea a fost editoare a „OSA Journal on Optical Networking” din 2003 până în 2009 și al „IEEE Communication Letters” (vezi IEEE) din 2005.
În 2024 a candidat la funcția de decan al Facultății de Inginerie Electrică a Universității din Belgrad.

## Activitate politică
Smiljanić a fost ministra telecomunicațiilor și societății informaționale, un minister nou creat, în cel de-al doilea cabinet de miniștri⁠(d) al lui Vojislav Koštunica, din 2007 până la dizolvarea acestuia în 2008.

## Viață personală
Mama Aleksandrei, Vladana Likar-Smiljanić⁠(d), este o ilustratoare de cărți pentru copii.